# El Polvorí i el Cos de Guàrdia
El Polvorí i el Cos de Guàrdia són dos edificis del barri de les Pedreres de Girona, situats entre el fort de Caputxins i l'ermita del Calvari, que foren construïts el 1770 i el 1756, respectivament, per emmagatzemar-hi pólvora i explosius.